# Хіґа Рікарудо
Хіґа Рікарудо (яп. 比嘉 リカルド; нар. 4 травня 1973) — японський футболіст, що грав на позиції півзахисника.

## Футзалу
Був учасником Чемпіонат світу з футзалу 2004 та 2008.

## Пляжний футбол
Був учасником Чемпіонат світу з пляжного футболу 2009.